# Manikyr

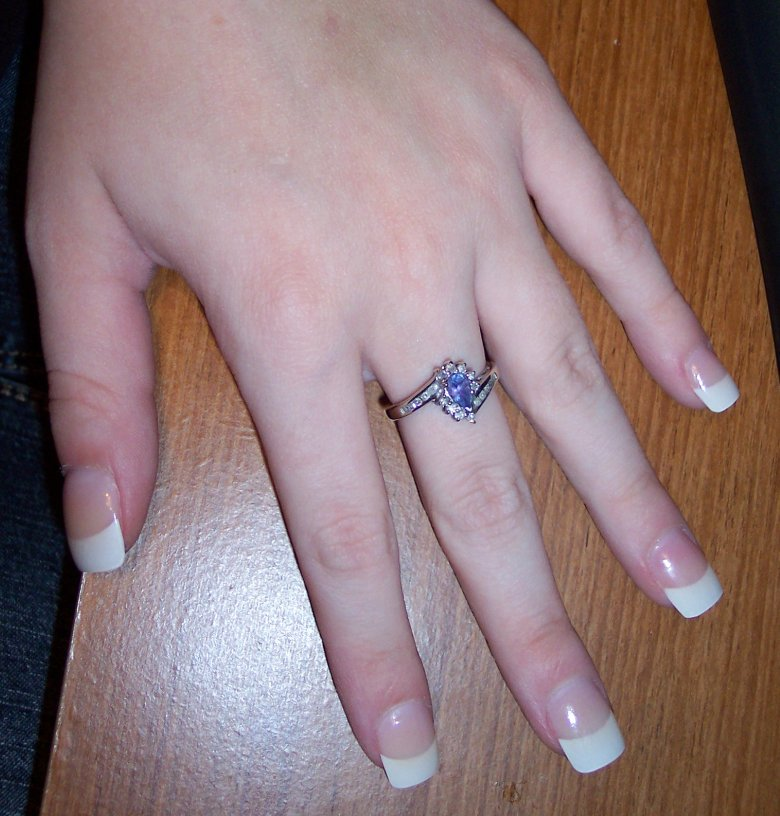
Exempel på fransk manikyr.

Manikyr är  handvård, särskilt en kosmetisk skönhetsbehandling för fingernaglarna. En vanlig manikyr består av nagelfilning, formande av naglarna och målande av naglarna med färg. Liknande behandling av fötterna kallas pedikyr. Ordet manikyr härstammar från de latinska orden manus, hand och cura, vård. 
Fransk manikyr är när man målar nagellack med en vit tipp framtill. Kan finnas kombinerat med olika färger, bland annat rosa och beige. Skapades av Jeff Pink från Kalifornien på 70-talet.